# Малиновый рейх
«Малиновый рейх» (англ. The Raspberry Reich) — скандальная кинокомедия сценариста и режиссёра Брюса Лабрюса, за которую в США кинематографиста называли «канадским Джоном Уотерсом».

## Сюжет
Действие происходит в Берлине. Члены революционной Фракции красной армии стремятся избавить мир от капиталистического монстра с помощью странного восстания под названием гей-революция. Борьба начинается со сцены похищения Патрика, сына одного из самых богатых промышленников Германии. Возглавляет группу революционеров некая Гудрун. Банда состоит из её друга Хольгера и группы молодых натуралов. Гудрун считает, что гетеросексуальная моногамия есть буржуазный пережиток и, выдавая её за социальную норму, власти предержащие легко контролируют массы. Целью революции Гудрун провозглашает уничтожение гетеросексуальности. Мужчин, членов группировки, она заставляет заниматься сексом друг с другом. Как ни странно, их не нужно долго уговаривать.

## В ролях
| Актёр          | Роль    |
| -------------- | ------- |
| Дин Монро      | Андреас |
| Тим Винсент    | Хольгер |
| Антон З. Рисан | Клайд   |

## Лозунги
Некоторые из лозунгов, используемые революционной организацией Гудрун:
- Гетеросексуальность — опиум для народа!
- Революция — мой бойфренд!
- Присоединяйтесь к гомосексуальной интифаде!